# مرد چاق (فیلم)
مردچاق یا فت‌من (به انگلیسی: Fatman) یک فیلم اکشن آمریکایی به نویسندگی و کارگردانی اشوم نلمز و یان نلمس محصول سال ۲۰۲۰ با بازی مل گیبسون، والتون گاگینز و ماریان ژان-بتیست است. همچنین دیوید گوردون گرین و دنی مک‌براید به عنوان تهیه‌کنندگان اجرایی فیلم فعالیت می‌کنند. داستان فیلم به دنبال بابا نوئل نامتعارفی پیش می‌رود که باید با قاتلی که توسط یک بچه شیطان انتقام جویانه فرستاده شده مبارزه کند.
این فیلم در کانادا فیلمبرداری شد و در ۱۳ نوامبر سال ۲۰۲۰ در سراسر جهان اکران شد، نظرات مختلفی را از منتقدان دریافت کرد.

## خلاصه داستان
داستان فیلم درمورد کودکی دوازده ساله است که روز کریسمس یک تکه ذغال سنگ هدیه می‌گیرد و به همین علت تصمیم می‌گیرد بابا نوئلی را به قتل برساند که کسب‌وکارش راکدتر از همیشه است و اعتیادش به الکل وخیم‌تر. اما چه مست چه هوشیار، بابا نوئل آماده است تا در مقابل هر خشونتی بایستد و به قاتل احتمالی‌اش با بازی یادآور شود که او اولین کسی نیست که قصد جانش را کرده و…

## تولید
در ۸ مه ۲۰۱۹ اعلام شد که گیبسون در این فیلم نقش بابا نوئل را بازی خواهد کرد. در ۲۹ ژانویه سال ۲۰۲۰، اعلام شد که والتون گاگینز به بازیگران پیوسته‌است، و ماه بعد ماریان ژان-بتیست پیوست.
کمپانی سابین فیلم در سپتامبر سال ۲۰۲۰ حقوق پخش فیلم در ایالات متحده را به دست آورد. نمایش این فیلم در ایالات متحده به صورت انتشار محدود در ۱۳ نوامبر سال ۲۰۲۰ اکران شد. همچنین در ۱۹ نوامبر سال ۲۰۲۰ نسخه محدودی در استرالیا دریافت کرد.
این فیلم در ۱۷ نوامبر سال ۲۰۲۰ از طریق بارگیری دیجیتالی منتشر شد. همچنین در ۲۴ نوامبر سال ۲۰۲۰ بر اساس ویدیوی درخواستی منتشر شد.